# Вулиця Болотникова (Київ, хутір Березняки)
Ву́лиця Боло́тникова — зникла вулиця, що існувала в Дніпровському районі (на той час — Дарницькому) міста Києва, місцевості хутір Березняки, Кухмістерська слобідка. Пролягала від Розливної вулиці до залізниці. 
Прилучалися вулиця Академіка Дегтярьова та Слобідський провулок.

## Історія
Вулиця виникла в 1-й чверті XX століття, мала назву Залізнична. Назву вулиця Болотникова (на честь Івана Болотникова, керівника селянського повстання у Росії на початку XVII століття) набула 1955 року.
Офіційно ліквідована 1971 року у зв'язку зі знесенням старої забудови.